# (3068) Ханина
(3068) Ханина (лат. Khanina) — типичный астероид главного пояса, открыт 23 декабря 1982 года советским астрономом Людмилой Карачкиной в Крымской астрофизической обсерватории и 26 марта 1986 года назван в честь советского астронома Фриды Ханиной.

## Обнаружение и именование
(3068) Ханина
Открыт 23 декабря 1982 года в Научном Л. Г. Карачкиной.
Назван в честь специалиста по вычислениям орбит Фриды Борисовны Ханиной, сотрудника Института теоретической астрономии с 1946 по 1983 год. Внесла значительный вклад в почти сорок томов издания «Эфемериды малых планет» и улучшила орбиты многих сотен малых планет.
Оригинальный текст (англ.)3068 Khanina
Discovered 1982-12-23 by Karachkina, L. G. at Nauchnyj.
Named in honor of Frida Borisovna Khanina, specialist on orbit computations, a staff member of the Institute for Theoretical Astronomy from 1946 to 1983. She contributed extensively to nearly forty volumes of Efemeridy Malykh Planet and improved the orbits of many hundreds of minor planets.
Источники: DISCOVERY.DB; M.P.C. 10547.

## Орбита

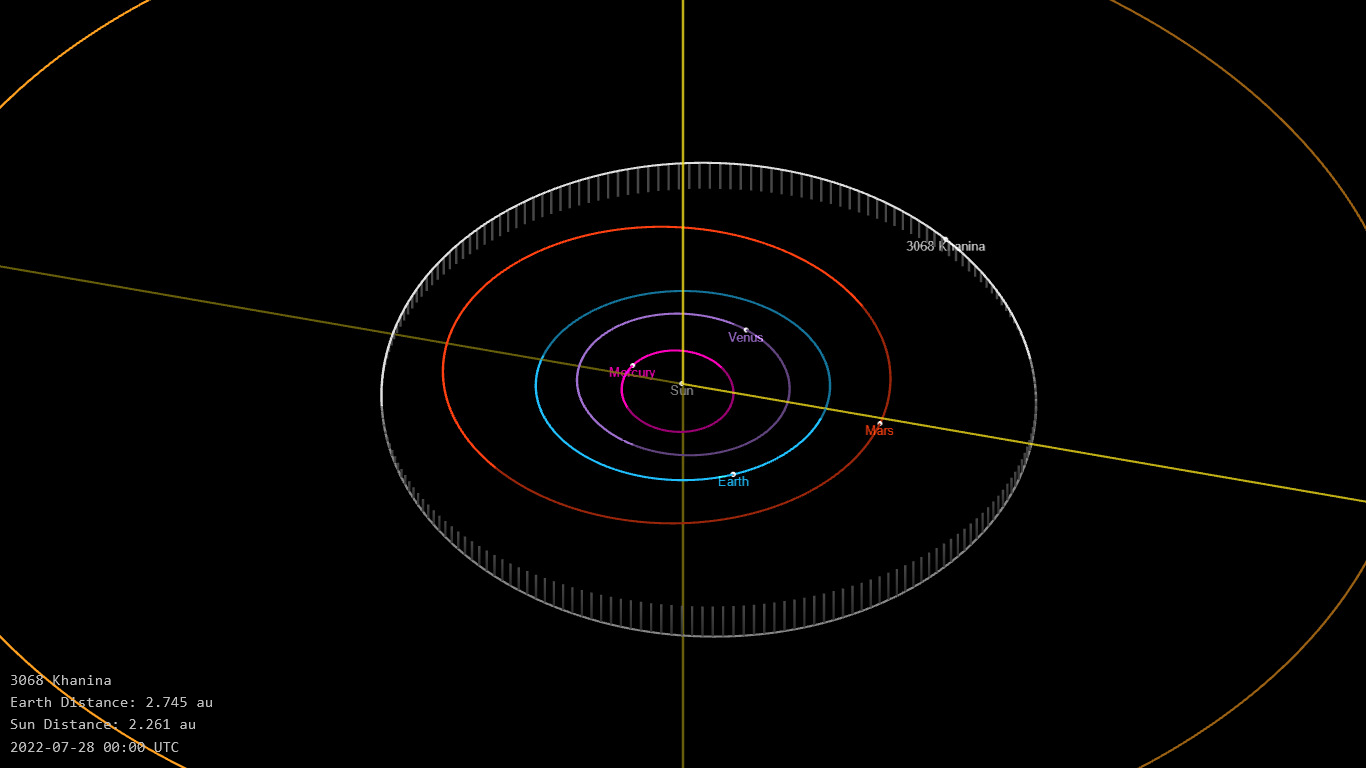
Орбита астероида Ханина и его положение в Солнечной системе

## Физические характеристики
Из наблюдений системы телескопов панорамного обзора и быстрого реагирования Pan-STARRS следует, что астероид относится к таксономическому классу S
По результатам наблюдений в видимом и ближнем инфракрасном диапазоне космического телескопа NEOWISE диаметр астероида сначала оценивался равным 6,749±0,089 км, позже — 6,515±0,080 км. Согласно тем же источникам альбедо оценивается как 0,2043±0,0305 и 0,218±0,053.